# Howard Lindsay

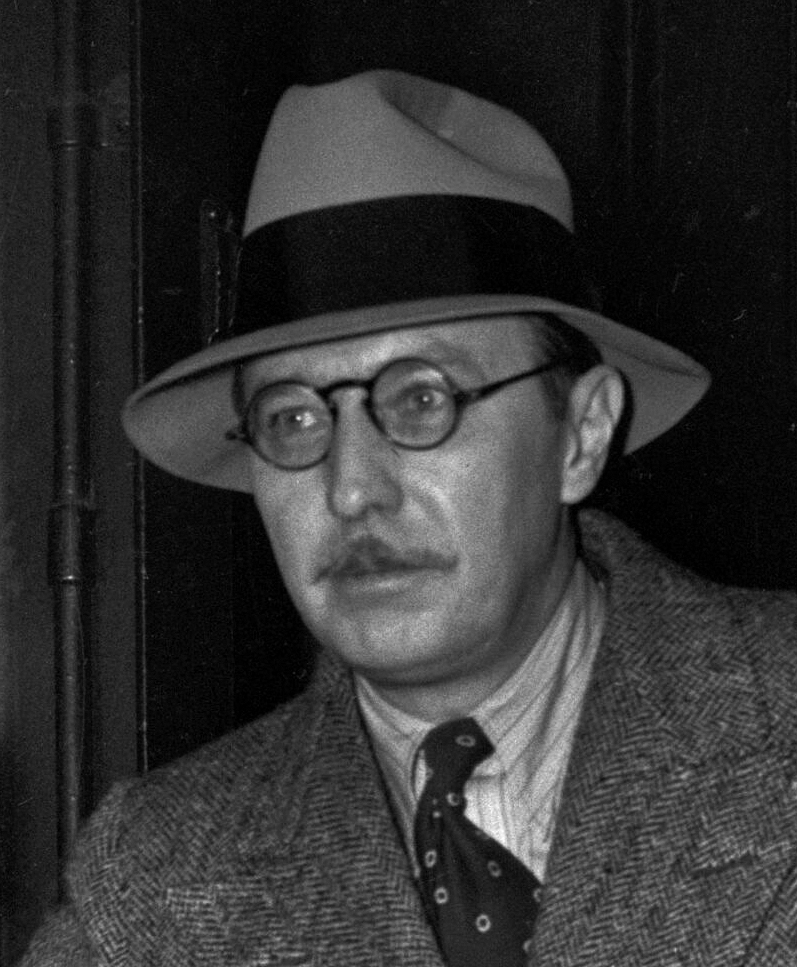
Howard Lindsay (1935)

Howard Lindsay (* 29. März 1889 in Waterford, New York; † 11. Februar 1968 in New York City, New York) war ein US-amerikanischer Dramatiker, Drehbuchautor, Schauspieler, Regisseur und Produzent. Er wurde vor allem durch seine schriftstellerische Zusammenarbeit mit Russel Crouse bekannt.

## Leben
Howard Lindsay begann seine berufliche Laufbahn als Schauspieler. Seinen Durchbruch am Broadway hatte er 1921 mit der George-S.-Kaufman-Komödie Dulcy, bei der er auch Regie führte. Ende der 1920er Jahre verfasste er zudem einige erfolgreiche Komödien.
1934 brachte der Produzent Vinton Freedley Lindsay für die Überarbeitung des Buches für das Musical Anything Goes mit Russel Crouse zusammen. Die Partnerschaft mit Crouse sollte 28 Jahre anhalten. Sie schrieben die Bücher für viele sehr erfolgreiche Musicals, darunter Red, Hot and Blue (Musik Cole Porter, 1936), Hooray For What! (Musik Harold Arlen, 1937), Call Me Madam (Musik Irving Berlin, 1950) und The Sound of Music (Musik Rodgers und Hammerstein, 1959), sowie Schauspiele wie Life With Father (1939) – das Stück lief fast acht Jahre und ist damit die am längsten gespielte Inszenierung eines Nicht-Musicals in der Geschichte des Broadways und State of the Union (1945) – für das sie 1946 den Pulitzer-Preis gewannen.
Vom 13. August 1927 bis zu seinem Tod am 11. Februar 1968 war Lindsay mit der Schauspielerin Dorothy Stickney verheiratet.

## Filmografie (Auswahl)
Drehbuch
- 1936: Swing Time

Literarische Vorlage
- 1938: Vier Leichen auf Abwegen (A Slight Case of Murder)
- 1947: Unser Leben mit Vater (Life with Father)
- 1948: Der beste Mann (State of the Union)
- 1952: Eine Leiche auf Rezept (Remains to Be Seen)
- 1952: Gauner mit weißer Weste (Stop, You Are Killing Me)
- 1953: Madame macht Geschichte(n) (Call Me Madam)
- 1959: Je länger – je lieber (Tall Story)